# 足込
足込（あしこめ）は、愛知県北設楽郡東栄町の大字である。小字が設置されているが丁目は設定されていない。

## 地理
東栄町の北部に位置し豊根村との境界を持つ。

### 山岳
- 軒山

### 河川
- 足込川

### 小字
| - 字阿寿摩（あずま） - 字阿津沢（あつざわ） - 字大久名（おおくな） - 字大久保（おおくぼ） - 字大沢（おおさわ） - 字大林（おおばやし） - 字大原（おおはら） - 字亀久保（かめくぼ） - 字嘉良沢（からさわ） - 字木割沢（きわりざわ） - 字黒滝（くろたき） - 字黒畑（くろはた） | - 字毛合向（けごうむかい） - 字毛合（けごう） - 字坂洞（さかぼら） - 字清水（しみず） - 字節沢（せつざわ） - 字田村（たむら） - 字反沢（たんざわ） - 字栃畑（とちばた） - 字吐原（とっぱら） - 字長畑（ながはた） - 字中林（なかばやし） | - 字西川合（にしかわい） - 字西坪沢（にしつぼさわ） - 字橋場（はしば） - 字東川合（ひがしかわい） - 字東沢（ひがしさわ） - 字東坪沢（ひがしつぼさわ） - 字平野（ひらの） - 字峯地（ほうじ） - 字松畑（まつばた） - 字右沢（みぎさわ） - 字休（やすみ） |

## 歴史
北設楽郡足込村を前身とする。
1889年10月1日に足込、御園、東薗目、西薗目の各村が合併し園村が発足する。同日、足込村廃止。
1955年4月1日には本郷町と下川村、御殿村、園村の各村が合併して東栄町となる。

## 世帯数と人口
2015年（平成27年）10月1日現在の世帯数と人口は以下の通りである。
| 大字 | 世帯数  | 人口  |
| ---- | ------- | ----- |
| 足込 | 146世帯 | 293人 |

### 人口の変遷
国勢調査による人口の推移
| 1995年（平成7年）  | 525人 | [ 5 ] |  |
| 2000年（平成12年） | 476人 | [ 6 ] |  |
| 2005年（平成17年） | 429人 | [ 7 ] |  |
| 2010年（平成22年） | 369人 | [ 8 ] |  |
| 2015年（平成27年） | 293人 | [ 2 ] |  |

## 交通
- 長野県道・愛知県道・静岡県道1号飯田富山佐久間線
- 愛知県道430号足込上黒川線

## その他

### 日本郵便
- 郵便番号 : 449-0202[3]（集配局：東栄郵便局[9]）。

## 参考資料
- 『角川日本地名大辞典 23 愛知県』、1989年
- 『日本歴史地名大系 23 愛知県の地名』、1981年